# Bundesverband der Systemgastronomie
Der Bundesverband der Systemgastronomie e.V. (BdS) ist ein deutscher Arbeitgeber- und Wirtschaftsverband mit Sitz in München. Der Verband vertritt die Interessen der Systemgastronomie gegenüber staatlichen und nichtstaatlichen Organisationen sowie der Öffentlichkeit. Der derzeitige Hauptgeschäftsführer ist Markus Suchert. Im BdS sind rund 830 überwiegend mittelständische Unternehmen mit circa 3.000 Restaurants organisiert. Zusammen beschäftigen sie über 120.000 Mitarbeiter. Besonderes Merkmal des BdS ist die 100%ige Tarifbindung seiner Mitglieder an den BdS-Entgelt- und Manteltarifvertrag.

## Geschichte
Im Jahr 1988 wurde der Verband auf Initiative von McDonald’s und Burger King gegründet. 2007 erfolgte eine Neuausrichtung. Wesentliche formelle Eckpunkte wurden beschlossen, sodass der BdS im Zuge der Neuausrichtung im Dezember 2007 als ordentliches Mitglied in den deutschen Arbeitgeberspitzenverband, die Bundesvereinigung der Deutschen Arbeitgeberverbände (BDA), aufgenommen wurde. Der/Die BdS-Vorsitzende hat einen Sitz im Vorstand der BDA sowie im BDA-Präsidium.
Im Jahr 2007 wechselte der Hauptsitz der Geschäftsstelle von Wiesbaden nach München. Zu den Gründungsmitgliedern des BdS 2007 gehörten die systemgastronomischen Marken McDonald’s, Burger King, Kentucky Fried Chicken und Pizza Hut im. Mit der Neuausrichtung kamen weitere Mitglieder hinzu.
Im Zuge der Neuausrichtung einigte sich der BdS mit der Gewerkschaft für Nahrung-Genuss-Gaststätten (NGG) auf bundesweit geltende Flächentarifverträge. Diese sind für alle Mitgliedsunternehmen verbindlich. Der Entgelttarifvertrag (ETV) regelt dabei die Löhne und der Manteltarifvertrag (MTV) sonstige Leistungen wie Urlaub, Sonderzahlungen und Zuschläge.

## Struktur
Der Verband wird durch das Präsidium und die Hauptgeschäftsführung geführt. Von 2007 bis März 2016 saß Wolfgang Goebel dem Präsidium vor. Gabriele Fanta übernahm im Anschluss den Vorsitz. An diese schloss sich 2018 Sandra Mühlhause, damaliger Vorstand Personal bei McDonald’s Deutschland, an. Seit 1. Juli 2023 ist Matthias Kutzer neuer Präsident des BdS. Er ist zugleich Vorstand Personal bei McDonald’s Deutschland. Die Funktion des Vize-Präsidenten nimmt Alexander van Bömmel, Franchisenehmer bei Burger King, ein. Die Leitung der Geschäftsstelle hat ab April 2023 der Jurist Markus Suchert als Hauptgeschäftsführer inne.

### Mitgliedschaften (u.a.)
- Bundesvereinigung der Deutschen Arbeitgeberverbände
- Lebensmittelverband Deutschland
- Landesvereinigung der Unternehmensverbände NRW
- Unternehmensverbände für Mecklenburg-Vorpommern (VUMV)
- Unternehmerverbände Niedersachsen (UVN)
- Vereinigung der Bayerischen Wirtschaft (vbw)
- Vereinigung hessischer Unternehmerverbände e.V. (VhU)
- Verband der Wirtschaft Thüringens (VWT)
- Vereinigung der Bayerischen Wirtschaft (vbw)
- Zentralverband der Deutschen Werbewirtschaft (ZAW)

## Verbandstätigkeit
Der Verband versteht sich als Interessenvertretung, Arbeitgeber- und Wirtschaftsverband sowie als Wertegemeinschaft. Zudem ist er Sozialpartner der Gewerkschaft NGG. Hauptziel ist es, die Interessen der Mitglieder als Sprachrohr vor Politik, Öffentlichkeit und Medien zu vertreten. Zudem soll die Branche als sicherer und verlässlicher Arbeitgeber gestärkt werden, um dem Arbeitskräftemangel entgegenzuwirken. Ein Instrument dazu ist die Tarifbindung. Vor allem in Krisenzeiten sichert der Tarifvertrag die Branche ab. Hierzu wurde eine Zusatzvereinbarung zum ETV getroffen, welche die Einführung der Kurzarbeit in der Systemgastronomie ermöglicht. In Anbetracht der Corona-Krise war dies ein maßgeblicher Baustein, um die Branche krisensicher zu machen.
Neben den Tarifverhandlungen unterstützt der BdS seine Mitglieder mit individueller (Rechts-)Beratung, Informationen zu staatlichen Hilfen und Beiträgen sowie mit verschiedenen FAQs zu den Themen Kurzarbeit, Kurzarbeitergeld, Abrechnungsfragen und Personalpartnerschaften und mit arbeitsvertraglichen Mustervorlagen.

## Zahlen und Fakten
In den vergangenen Jahren konnte der BdS ein erhebliches Mitgliederwachstum verzeichnen, sodass mittlerweile rund 30 Mitgliedsmarken mit über 120.000 Mitarbeitern vom Verband vertreten werden. Die Mitgliedsunternehmen beschäftigen als „Branche der Chancen“ auch über 5.000 Menschen mit Fluchthintergrund.
Täglich begrüßen die BdS-Mitglieder circa 4 Mio. Gäste in ihren Restaurants. 2021 war die Systemgastronomie 21 Milliarden Euro groß und verantwortete 36 % der gesamten Gastronomie in Deutschland.

## Mitglieder
Mitglieder im BdS sind einerseits die in Deutschland ansässigen Firmen und andererseits die Betriebsgesellschaften der Lizenznehmer der einzelnen Marken:
ABACCO’S, Allresto, Autogrill, Burger King, Burgerlich, ECP Deutschland/Areas, Ihle Baker’s, Kentucky Fried Chicken, KINDer, Kruschina, L’Osteria, Maxi Autohöfe, McDonald’s, Meatery, Nordsee, Pizza Hut, Purino, PURO, Sattgrün, Starbucks, Starnberger Alm, The Ash, Vapiano.

## Fördermitglieder
Neben den Mitgliedern sind auch derzeit (Stand 01/2023) ca. 60 Fördermitglieder Teil des Verbandes. Diese Unternehmen sind meist Zulieferer der Systemgastronomie.